# Grbovi dalmatinskog komunalnog plemstva – L, Lj
Za grbove dalmatinskog komunalnog plemstva ne vrijede zakoni heraldike zbog posebnih uvjeta nastanka i vlasnika istih. Grbovi dalmatinskog komunalnog plemstva pripadaju krugu talijanskog komunalnog plemstva gdje je tradicija opisivanja s gledišta promatrača. 
Grbovi s početnim slovom  L i Lj

## Grbovi
| Grb | Kuća i opis grba |
| --- | --- |
|     | Lantana (Zadar, Nin) Titula: Zadarsko, ninsko plemstvo - (HR) Okomita podjela. Lijevo na srebrenom polju plava tvrđava s tri kule stoji na zelenom tlu, desno na srebrenom polju zeleno stablo stoji na srebrenom brijegu. [1/9, 2/5] - (HR) Okomita podjela. Lijevo na srebrenom polju, lijevo kosa plava greda, preko svega zeleno stablo s korijenom, desno na srebrenom polju plava kula na zelenom tlu. [1/9] - (HR) Okomita podjela. Lijevo na srebrenom polju plava tvrđava s tri kule stoji na zelenom tlu, desno na srebrenom polju desno kosa plava greda, preko svega zeleno stablo s korijenom na zelenom tlu. [1/9] |
|     | Lascaris (Split, Zadar) Titula: - (HR) Na crvenom polju zlatni dvoglavi orao, iznad orla zlatna kruna, na prsima orla grb: na plavom polju zlatno sunce. [1/35] - (HR) Podjela na četvrtine. 1 i 4 četvrtina plavo polje, 2 i 3 četvrtina srebreno polje, preko svega crni dvoglavi orao, iznad orla zlatna kruna, na prsima orla grb: na crvenom polju zlatno sunce. [1/163] |
|     | Lazzari, Lazarević (Dubrovnik) Titula: Biskup, Dubrovačka biskupija (HR) Na crvenom polju pisana slova G i L, slovo g srebrene, a slovo l zlatne boje. [3] |
|     | Leonardi (Trogir) Titula: - (HR) Na crvenom polju prelomljena srebrena greda. Iznad grede dva ležeća srebrena polumjeseca, ispod grede ležeći polumjesec. [1/35] - (HR) Vodoravna podjela. Gore na plavom polju zlatno drvo ukrštenih grana (hrast), dolje na crvenom polju prelomljena srebrena greda. Iznad grede dva ležeća srebrena polumjeseca, ispod grede ležeći polumjesec (Pesaro - It.). [5/161] |
|     | Licini (Zadar) Titula: Nobili (HR) Vodoravna podjela gredom. Vodoravna greda se sastoji od šest desno kosih greda redom srebrena, crvena, plava, srebrena, crvena, plava. Iznad grede srebreno polje, na polju polovica zlatnog lava, ispod grede na crvenom polju zlatni cvijet (ruža). [1/9] |
|     | Lignicich (Šibenik) Titula: (HR) Vodoravna podjela. Gore na plavom polju dva zlatna kruga 2, dolje na plavom polju zlatni krug. [1/35] |
|     | Lippeo (Trogir) Titula: (HR) Na plavom polju dvije vodoravne zlatne grede. [1/36] |
|     | Lodis (Kotor) Titula: (HR) Podjela na četvrtine. 1 četvrtina na plavom polju zlatni orao, 2 i 3 četvrtina zlatno polje, 4 četvrtina plavo polje. [1/36] |
|     | Lukarić, Luccari (Split, Dubrovnik) Titula:Dubrovačko plemstvo - (HR) Na zlatnom polju lijevo kosa plava greda, duž grede tri zlatna ljiljana (Split). [1/36] - (HR) Na zlatnom polju lijevo kosa plava greda, duž grede tri srebrena ljiljana (Dubrovnik). [1/74] - (HR) Na zlatnom polju lijevo kosa crvena greda, duž grede tri zlatna ljiljana. [4/13] |